# إيه إي جي - جيه الأولى
إيه إي جي - جيه الأولى (بالإنجليزية: AEG J.I)‏ هي طائرة هجوم أرضي أنتجت في 1917 بألمانيا. من صناعة إيه إي جي. صنع منها 609 طائرة.